# Hokuriku

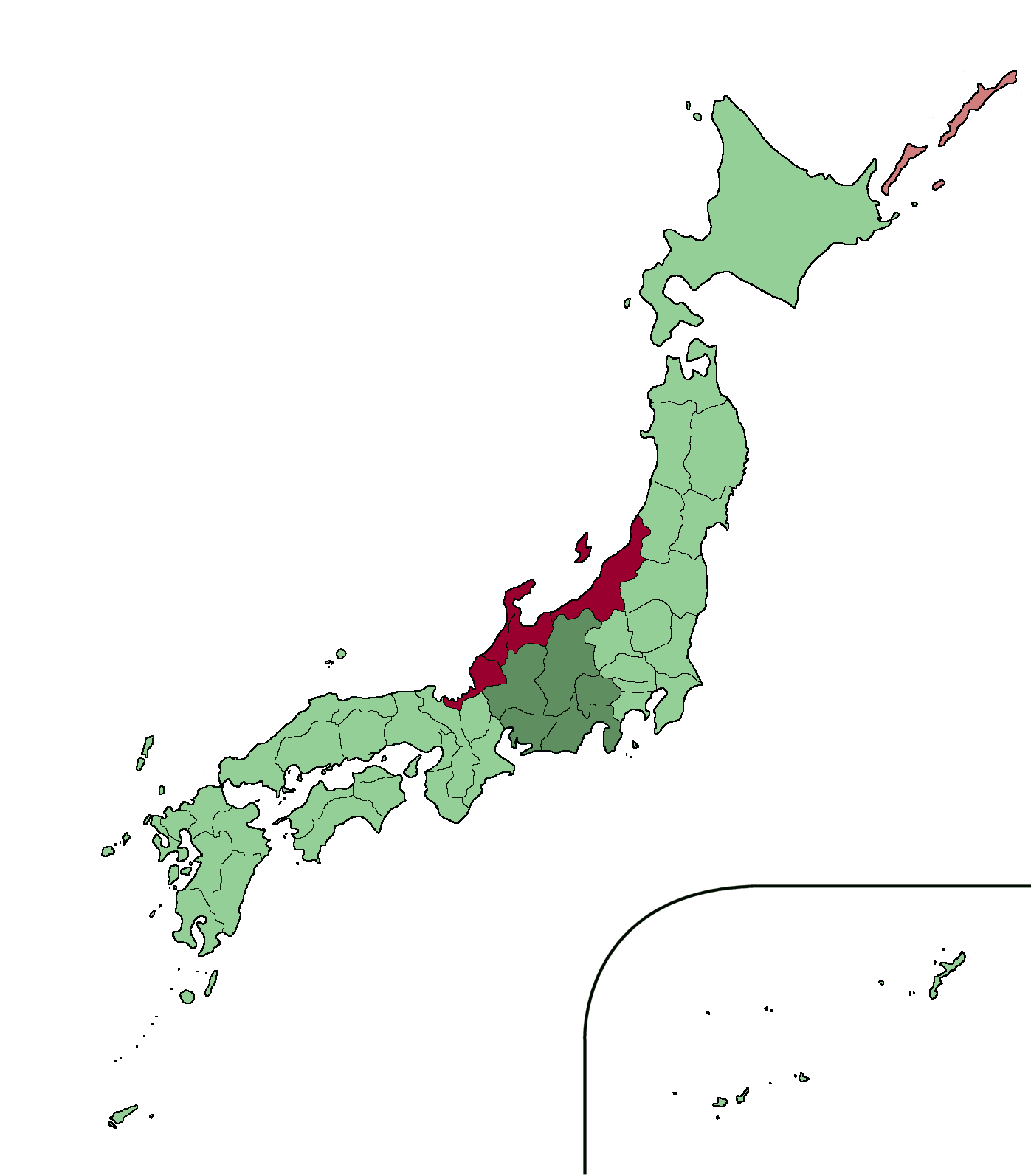
Oblast Hokuriku (modře, zde bez pref. Niigata) je součástí regionu Čúbu (hnědě)

Hokuriku (北陸地方; Hokuriku-čihó, česky: Severní země) je oblast při pobřeží Japonského moře, která je součástí regionu Čúbu na japonském ostrově Honšú.
Existují dvě definice rozsahu této oblasti. Podle první ji tvoří prefektury Tojama, Išikawa a Fukui, podle druhé navíc i prefektura Niigata. V prvním případě je prefektura Niigata spojována s prefekturou Nagano do tzv. regionu Šin'ecu (信越地方; Šin'ecu-čihó) a ten společně s Hokuriku tvoří region Hokušin'ecu (北信越地方; Hokušin'ecu-čihó).